# Województwo płockie (1975–1998)
Województwo płockie – województwo ze stolicą w Płocku istniejące w latach 1975–1998, jedno z 49 ówcześnie istniejących. W 1999 roku połowę włączono do województwa mazowieckiego, połowę do łódzkiego. Graniczyło z województwami: włocławskim, konińskim, łódzkim, sieradzkim, ciechanowskim, skierniewickim i warszawskim.

## Urzędy rejonowe
- Urząd Rejonowy w Kutnie dla gmin: Bedlno, Dąbrowice, Kiernozia, Krośniewice, Krzyżanów, Kutno, Łanięta, Nowe Ostrowy, Oporów, Pacyna, Strzelce, Szczawin Kościelny i Żychlin oraz miasta Kutno
- Urząd Rejonowy w Łęczycy dla gmin: Daszyna, Góra Świętej Małgorzaty, Łęczyca, Piątek i Witonia oraz miasta Łęczyca
- Urząd Rejonowy w Płocku dla gmin: Bielsk, Bodzanów, Brudzeń Duży, Bulkowo, Czerwińsk n. Wisłą, Drobin, Gąbin, Gostynin, Iłów, Łąck, Mała Wieś, Nowy Duninów, Radzanowo, Sanniki, Słubice, Słupno, Stara Biała, Staroźreby i Wyszogród oraz miast Gostynin i Płock
- Urząd Rejonowy w Sierpcu dla gmin: Gozdowo, Mochowo, Rościszewo, Sierpc, Szczutowo i Zawidz oraz miasta Sierpc

## Miasta
Ludność (31.12.1998)
- Płock – 131 011
- Kutno – 50 592
- Gostynin – 20 435
- Sierpc – 19 857
- Łęczyca – 16 531
- Żychlin – 10 012
- Krośniewice – 4475
- Gąbin – 4305
- Drobin – 3138
- Wyszogród – 2907

## Ludność w latach
| Rok                    | Liczba mieszkańców |
| ---------------------- | ------------------ |
| 1975 (31 grudnia)      | 480,6 tys.         |
| 1976 (31 grudnia)      | 483,7 tys.         |
| 1977 (31 grudnia)      | 486,8 tys.         |
| 1978 (spis powszechny) | 489 675            |
| 1978 (31 grudnia)      | 488,6 tys.         |
| 1979 (31 grudnia)      | 493,2 tys.         |
| 1980 (31 grudnia)      | 496,1 tys.         |
| 1983 (31 grudnia)      | 504 tys.           |
| 1985 (31 grudnia)      | 509,3 tys.         |
| 1986                   | 511,4 tys.         |
| 1987                   | 512,8 tys.         |
| 1988                   | 512,1 tys.         |
| 1989 (31 grudnia)      | 515,4 tys.         |
| 1990 (30 czerwca)      | 515,9 tys.         |
| 1990 (31 grudnia)      | 516,4 tys.         |
| 1991 (31 grudnia)      | 517,8 tys.         |
| 1992 (31 grudnia)      | 520,4 tys.         |
| 1993 (30 czerwca)      | 520,6 tys.         |
| 1994 (31 grudnia)      | 521,9 tys.         |
| 1995 (30 czerwca)      | 521,7 tys.         |
| 1995 (31 grudnia)      | 522 tys.           |
| 1997 (31 grudnia)      | 521,2 tys.         |

## Jednostki terytorialne
W latach 1975–1998 w województwie płockim istniało łącznie 38 gmin i 10 miast.

## Historia
Województwo płockie istniało też w latach 1495–1793 (województwo płockie) i 1816–1837.

## Wojewodowie
- Marek Wołyniak (1975 – 1980) (PZPR)
- Antoni Bielak (1980 – 1990) (PZPR)
- Jerzy Wawszczak (1990 – 1994) (KO „Solidarność”)
- Krzysztof Kołach (1994 – 1997) (PSL)
- Andrzej Drętkiewicz (1997 – 1998) (AWS)